# NGC 4718
NGC 4718 é uma galáxia espiral barrada (SBb) localizada na direcção da constelação de Virgo. Possui uma declinação de -05° 16' 55" e uma ascensão recta de 12 horas, 50 minutos e 32,5 segundos.
A galáxia NGC 4718 foi descoberta em 19 de Fevereiro de 1830 por John Herschel.